# 旧本讷贝克
旧本讷贝克（德語：Alt Bennebek）是德国石勒苏益格－荷尔斯泰因州的一个市镇。总面积14.09平方公里，总人口350人，其中男性192人，女性158人（2011年12月31日），人口密度25人/平方公里。